# Nectandra rudis
Nectandra rudis är en lagerväxtart som beskrevs av C. K. Allen. Nectandra rudis ingår i släktet Nectandra och familjen lagerväxter. Inga underarter finns listade i Catalogue of Life.